# Държавен архив на Северна Македония – Отделение Прилеп
Държавният архив на Северна Македония – Отделение Прилеп (на македонска литературна норма: Државен Архив на Република Македонија – Одделение Прилеп) е подразделение на Държавния архив на Северна Македония. Намира се на улица „Александър Македонски“ № 134 в Прилеп. Отделението отговаря за общините Прилеп, Долнени, Кривогащани, Крушево, Македонски Брод и Пласница.

## История
Архивът в Прилеп е създаден през 1955 г. Подразделението работи в стара адаптирана за нуждите на архива сграда с достроено депо, което поради недостатъчно средства не е довършено.

## Работа на подразделението
Подразделението в Прилеп разполага с 540 фонда и 7 колекции. Работи със 188 притежатели на архивни материали. По-голямата част от архивния материал се отнася до периода след 1944 г. Първоначалните опити за организирано събиране и защита на архивни материали започват след 1944 година. При събирателската дейност до формирането на подразделението в Прилеп, архивите се съхраняват в Народния музей в Прилеп, в чийто рамки е било архивното отделение.

## По-важни фондове
По-важни фондове в архива са:
- „Градска общинска управа – Крушево“ (1941 – 1944 година);
- правосъдните фондове (1914 – 1944) и 1945 до днес;
- „Училищни настоятелства“ 1913 – 1941;
- фондовете на гимназиите, средните и основните училища за периода 1914 – 1980 година;
- „Институт за тютюн“ (1924 – );
- фондовете на религиозните институции на Православната църква от църковните общини и църквите (1872 – 1945) и
- фондовете на хуманитарните дружества (1919 – 1930).